# Le mani ignote
Le mani ignote è un film muto italiano del 1913 diretto da Enrique Santos.